# 田畑勝手作禁止令
田畑勝手作禁止令（でんばたかってづくりのきんれい）は、江戸時代に幕府が出した農民統制の為の法令の一つ。作付禁止令、田畑勝手作りの禁令とも呼ばれる。
江戸幕府は石高制を採用して、米主体の経済政策（農本主義）を基本としていた。このため寛永20年（1643年）、この法令によって米を作るべき田畑において木綿・煙草・菜種等の商品作物を栽培することを禁止した。
しかし、諸藩ではこの法令は藩の経済・産業政策に対する幕府からの干渉と見なされ、全くの不評であった。また、17世紀の終わりになると各地で商品作物の生産が盛んになり、この法令を無視して商品作物を生産し、その売却益で年貢米を購入して納入する者も出始めていた。さらに各地で米の生産量が増加して米価が低迷してきたことから、商品作物の栽培を奨励して農家の収入を増加させ、ひいては納税先である藩の財政を安定させようとする藩も現れた。
この情勢に幕府も享保20年（1735年）に「田方勝手作仕法」を発令して、年貢増徴を条件に商品作物栽培を黙認する政策に移行した（農家側からすれば、商品作物栽培の利益によって十分に増徴分を賄えるため、一方的な損ともならなかった）。
とはいえ、この法令自体が最終的に廃止されるのは、幕府瓦解後、明治4年（1871年）のことであった（田畑勝手作許可）。